# Friedrich Muzel
Friedrich Muzell (* 1684 in Ruckeroht; † 11. Januar 1753 in Berlin) war ein deutscher Gymnasiallehrer und Autor.

## Leben
Friedrich Muzell war ein Sohn des Pfarrers Johann Jacob Muzell (1660–1728) und dessen Ehefrau Anna Gertrauda von Hachenberg (1659–1733). Nach Privatunterricht beim Vater ging er an die Jesuitenschule Hadamar und dann nach Herborn und Marburg. An der Universität Frankfurt (Oder) errang Muzell den Magistertitel der Philosophie. Von 1709 bis 1711 war er Rektor der Landschule in Diez und von 1712 bis 1718 Rektor der reformierten Schule in Küstrin, die unter seiner Leitung eröffnet wurde. 1718 wurde Muzell als Professor und Konrektor an das Joachimsthalsche Gymnasium nach Berlin berufen. Er schrieb eine Vielzahl von Lehrbüchern, vor allem zur Verbesserung des lateinischen Unterrichts.
Friedrich Muzell war verheiratet mit Louise Hedwig von Stosch (1692–1748), einer Schwester von Philipp von Stosch. Der Freund Johann Joachim Winckelmanns, Heinrich Wilhelm Muzel, sowie der Mediziner Friedrich Ludwig Hermann Muzell waren Söhne dieses Paares.